# جوائز جيني
جوائز جيني (بالإنجليزية: Genie Awards)‏ هي الجائزة التي تُعطى من قبل الأكاديمية الكندية للسينما والتلفزيون لأفضل الأعمال الكندية السينمائية والتلفزيونية ولأفضل العاملين في هذا المجال، تأسست الجائزة في سنة 1980 وهي مستمرة حتى الآن.

## روابط خارجية
- جوائز جيني على موقع IMDb (الإنجليزية)